# Mascoi-Sprachen
Mascoi ist eine indigene Sprachfamilie Südamerikas, die in Zentral-Paraguay beheimatet ist.
Die sprecherreichste Sprache der Familie ist das Nord-Lengua mit 4.500 Muttersprachlern.
Mascoi umfasst fünf Einzelsprachen:
- Kaskihá, Guaná [gva]
- Enlhet, Northern Lengua [enl]
- Enxet, Lengua Ser, Lengua, Vowak, Enhlit [enx]
- Sanapaná [spn]
- Toba-Maskoy [tmf]